# Voies romaines en Afrique du Nord

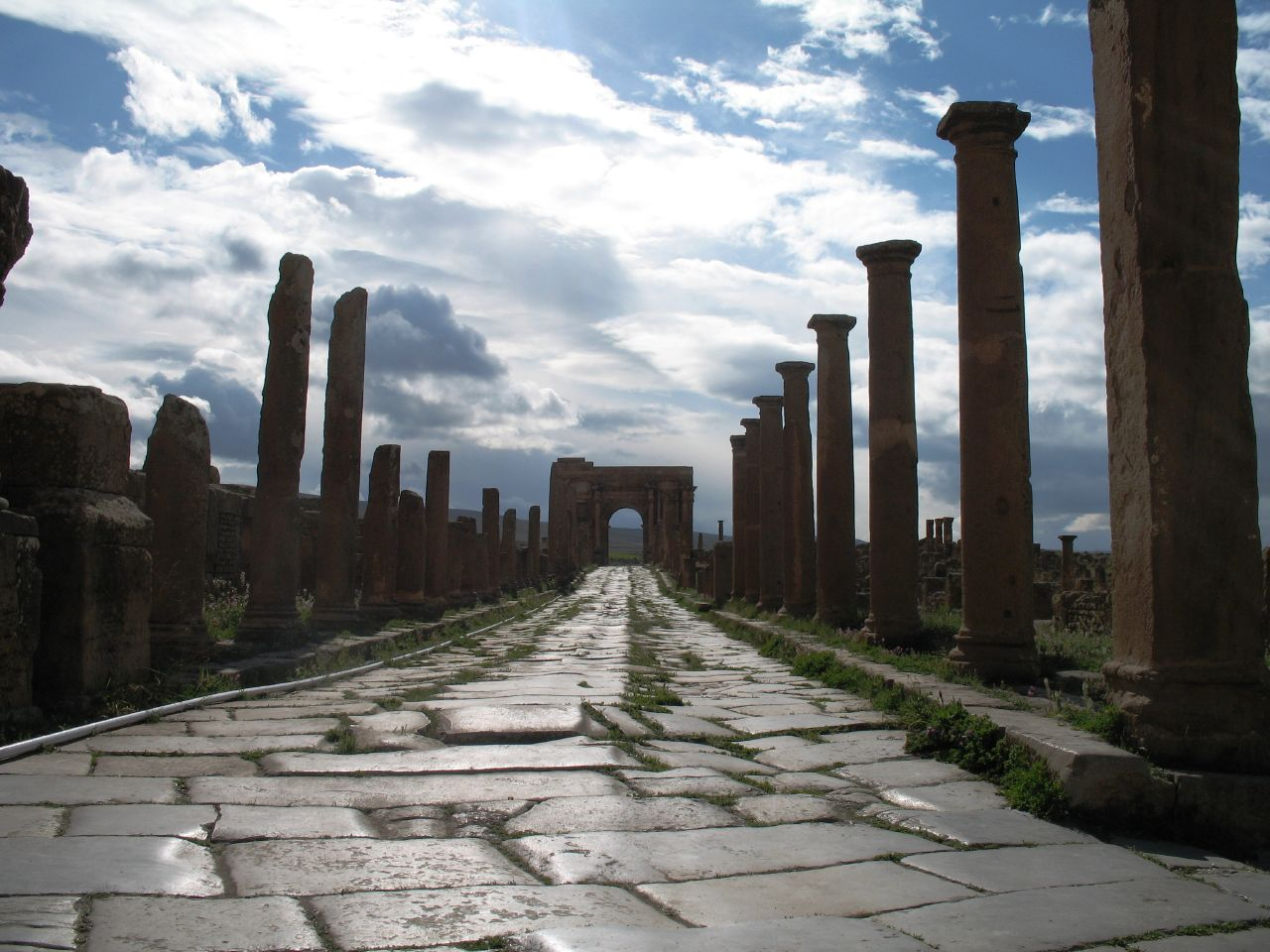
Voie romaine à Timgad

Presque toutes les voies romaines d'Afrique du Nord ont été construites durant les 2 premiers siècles de notre ère. En 14, la Legio III Augusta a terminé la route allant de Tacape (Gabès) à Ammaedara, la toute première route romaine d'Afrique. En 42, le royaume de Maurétanie est annexé par Rome. L'empereur Claude restaure alors et agrandit les routes carthaginoises existantes d'Est en Ouest. De ce fait, les romains permirent la création d'une autoroute côtière et continue s'étirant sur plus de 2 100 kilomètres et allant de l'Atlantique jusqu'au Nil. En 137 Hadrien construit la via Hadriana dans l'Est du désert égyptien. Cette voie allait de Antinoupolis à Berenice.
Les routes de Claudius qui commençaient à l'Ouest de Carthage suivaient la côte en connectant les principales villes. De Hippo Regius (Annaba), sur la côte, la route continuait vers l'Ouest jusqu'à Icosium (Alger), Caesarea (Cherchell), Rusaddir (Melilla) et Tingis (Tanger). Elle suivait à partir de là la côte Atlantique au travers de Iulia Constantia Zilil (Assilah) et Lixus (Larache) jusqu'à Sala Colonia (près de Rabat). À l'Est de Carthage la route allait au travers des régions constituant les principaux points de commerce de Carthage à Sabratha, Oea-Tripolis, Leptis Magna et Cyrénaïque avant d'arriver jusqu'en Alexandrie et la région basse du Nil.

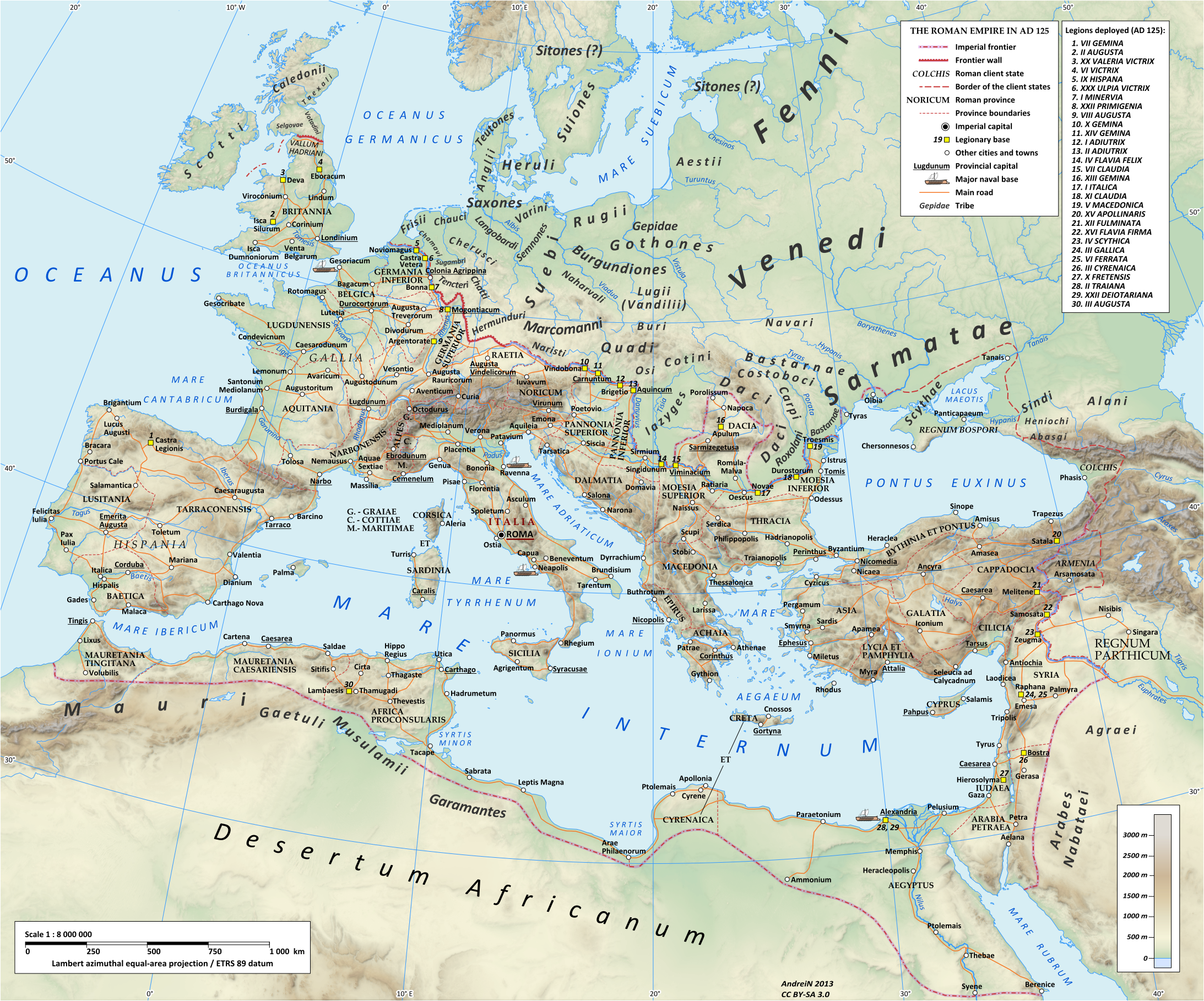
L'Empire romain du temps d'Hadrien avec la plupart des principales routes d'Afrique du Nord.

## Itinéraires
D'après l'Itinéraire d'Antonin
- Voie côtière passant par Skikda (Rusicade) vers Carthage
- Voie de Carthage à Constantine (Cirta)
- Voie de Tébessa (Theveste) à Sétif (Sitifi), via Tazoult (Lambese)
- Voie d'El Krib (Musti) à Constantine (Cirta)
- Voie de Constantine (Cirta) à Annaba (Hippo Regius)
- Voie d'Annaba (Hippone Regius) à Carthage, via Chemtou (Simitthu)
- Voie d'Annaba (Hippo Regius) à Carthage, via Le Kef (Sicca Veneria)
- Voie de Thyna (Thaenae) à Tébessa (Theveste)
- Voie de Haffouz ? (Aquae Regiae) à Sbiba (Sufes)
- Voie de Zanfour (Assuras) à Thyna (Thaenae)
- Voie de Tebourba (Thuburbo Minus) à Gabès (Tacapes), via Sidi Medien (Vallis)
- Voie de Carthage à Sbeïtla (Sufetula), via El Krib (Musti)
- Voie de Carthage à Sbeïtla (Sufetula), via Sousse (Hadrumetum)
- Voie d'El Jem (Thysdrus) à Tébessa (Theveste)
- Voie de Tébessa (Theveste) à El Jem (Thysdrus), via (de) Germaniciana (non localisée)
- Voie de Sbiba (Sufes) à Sousse (Hadrumetum)
- Voie de Sbeïtla (Sufetula) à Kélibia (Clipea)
- Voie de Carthage à Kélibia (Clipea)
- Voie côtière de Carthage à Alexandrie (Alexandria), via Thyna (Thaenae) et Lebda (Leptis Magna)
- Voie dite du limes Tripolitanus, de Gabès (Tacapes) à Lebda (Leptis Magna)
- Voie de Medina El-Kdima (Thelepte) à Gabès (Tacapes)[2]

D'après la Table de Peutinger
(Sont notées uniquement les voies supplémentaires) [à compléter]
- Voies de Gabès (Tacapes) à Medina El-Kdima (Thelepte), via Nefta (Nepte) et variantes
- Voies de Medina El-Kdima (Thelepte) à Takembrit[3] (Siga) et variantes
- Voie d'El Jem (Thysdrus) à Tébessa (Theveste), via Jama (Zama Regia)
- Voie d'El Jem (Thysdrus) à Aïn Hedja (Agbia), via Henchir Kasbat (Thuburbo Majus)